# Jewgenija Wladimirowna Dobrowolskaja

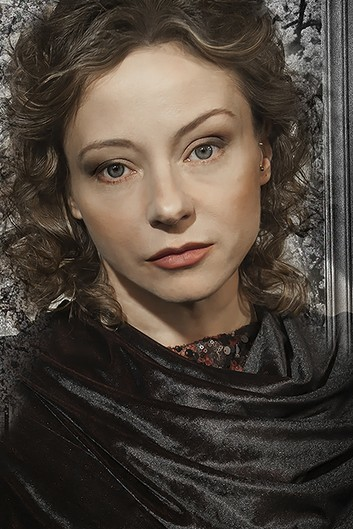
Jewgenija Dobrowolskaja (2021)

Jewgenija Wladimirowna Dobrowolskaja (russisch Евге́ния Влади́мировна Доброво́льская; * 26. Dezember 1964 in Moskau, RSFSR, Sowjetunion; † 10. Januar 2025 in Moskau) war eine sowjetische bzw. russische Theater- und Filmschauspielerin, Volkskünstlerin der Russischen Föderation (2005), Preisträgerin des Nika-Preises (2001) und des Golden Eagle-Preises (2007).

## Leben
Jewgenija Dobrowolskaja wurde am 26. Dezember 1964 in Moskau als Tochter von Wladimir und Galina geboren. Im Jahr 1987 schloss sie ihr Studium an der GITIS (Kurs bei Ljudmila Kasatkina und Sergej Kolossow) ab und wurde 1991 am Tschechow-Kunsttheater Moskau aufgenommen. Als erste Rolle dort spielte sie Nina in Anton Tschechows Die Möwe. Weitere Hauptrollen verkörperte sie u. a. in Michail Bulgakows Die Kabale der Scheinheiligen, in Molières Die Schule der Frauen, in Maxim Gorkis Kleinbürger, in Alexander Ostrowskis Der Wald und in Nikolai Gogols Die Heirat. Sie starb am 10. Januar 2025 im Alter von 60 Jahren an den Folgen einer langwierigen Krebserkrankung.

## Filmografie (Auswahl)
- 2004: Kirgisische Mitgift (Сундук предков)
- 2007: Ironie des Schicksals. Die Fortsetzung (Ирония судьбы: Продолжение)